# 中島正
中島 正（なかじま ただし、1910年〈明治43年〉6月25日 - 1996年〈平成8年〉8月22日）は、日本の海軍軍人、航空自衛官。海兵58期。最終階級は海軍中佐、空将補。

## 経歴
1910年6月25日、熊本県に生まれる。福岡県三池中学校入学。何度も展覧会に絵を出展するなど、最初は画家志望だったが、従兄弟に勧められて海軍兵学校（第58期）を受験。1930年11月、卒業。その後の遠洋航海では船酔いして寝込み、船乗りがこれではと海軍をやめようかと思っていたところ、帰国後の術科講習で「航空最適、甲の上」という適性検査の結果を知らされ、それ以降航空畑を歩むことになる。1932年4月、少尉。
1933年11月、海軍中尉。飛行学生第24期卒業（大村航空隊付）。1934年11月、空母「赤城」乗組。1935年10月、横須賀航空隊。1936年3月、大村航空隊。
1936年12月、海軍大尉。空母「加賀」分隊長。1937年9月4日、新鋭の九六式艦上戦闘機2機にてカーチスホーク3機撃墜。九六式艦戦の実戦での初戦果となった。1938年3月、第12航空隊分隊長。
顔全体に火傷がある半沢行雄兵曹は中島分隊長に｢見苦しい、下がれ、俺の目のつくところへ二度と顔を出さないようにしろ｣と叱られた。
1938年9月、佐伯航空隊分隊長。1938年12月、空母「龍驤」分隊長。1939年10月、第12航空隊分隊長。1940年7月、大村航空隊分隊長。1940年11月、佐世保航空隊分隊長。1941年10月、海軍少佐。1941年11月、大村航空隊飛行隊長。

### 太平洋戦争
1941年12月、太平洋戦争開戦。1942年3月、台南空飛行隊長。ニューギニア・ソロモン方面の航空戦に参加した。1943年2月、251空飛行長。1943年6月、横空飛行隊長。
1944年7月、201空飛行長に就任。1944年10月20日に神風特攻隊が採用され、特攻の恒常化で中島は次第に思いやりを欠く言動が増えていき、毎日平然と特攻をさせるため、周囲も中島を避けるようになっていた。中島が特攻を推進していたことに対して、立場上仕方がなく、内心つらかったのではないかという声もある が、中島によれば「辛いとか、苦しいとかいうような気持ではなく、説明しがたいある種の感動であった」という。中島は「俺は死なない。神風特攻隊の記録を後世に残すため内地に帰る」という発言もあった。
201空の角田和男によれば、士官室で全員特攻を唱える中島に対し、203空飛行隊長岡嶋清熊少佐は特攻に反対で、全員引き連れて内地に帰ると言っており、「特攻は邪道である。内地に帰り再編成の上、正々堂々と決戦をすべきである。203空からは一機の特攻も出させぬ」と頑張り、激論を交わしたという。また、中島が特攻によるタクロバンの桟橋の破壊を命じた際に、いくらなんでもそれは残念なのでカラ船の輸送船でもいいから船を目標にしてほしいと願出があったが、中島は「特攻の目的は戦果にあるんじゃあない。死ぬことにあるんだ」と怒鳴ったという。特攻の直掩機に対しては「敵から攻撃を受けても反撃してはいけない、特攻機の盾になって全弾身に受けて進めろ」と命令したという。
角田和男は、レイテ島の緒戦で特攻が成果をあげた日の晩に、有力者の家を接収した宿舎で士官らは中島の音頭とりで何度も「天皇陛下万歳」とビールで祝杯をあげるのでうるさくて寝られず、ヤシの葉かなにかで屋根を葺き床板を敷いただけの搭乗員らのバラックのほうで寝ようと行ったところ、倉田上飛曹に制止された。そこでは、明日特攻に行くものが想いが沸き上がるのを怖れ、本当に眠くなるまで目をギラギラとさせて座って起きていて、他の者も遠慮してそれに付き合って起きている異様な状態で、それを見た角田から士官らに知られることを怖れて倉田は角田を制止したのであった。倉田が「こんな姿は士官らに見せたくない」「とくに中島飛行場長には喜んで出撃すると信じてもらいたい」というのを聞いて、そのときは、角田はなぜそこまで中島に義理立てするのかと不思議に思ったという。角田自身は、中島から直掩だけと言われて行った先で直掩の後に特攻にも行かせるように指示を出していた件を直接問いただしたが、黙ってにっこり笑った、角田はこの時の赤子のような美しい目で若い人たちを死なせたのではないかと語っている。また、中国の漢江の飛行場に中島がいたとき、角田が飛行中の火災で顔に火傷を負った同期生が朝礼等を隠れて欠席していたことに気付いて非難すると、その同期生は涙ぐんで、中島から「見苦しい、俺の前に二度と顔を出すな」と言われたと語ったことを述べている。
1944年10月27日、第二神風特攻隊忠勇隊の直援・確認を務めた菅野直大尉が特攻戦果を報告しにくると、中島は「戦果が大きすぎる何か勘違いしていないか、レイテへ行って本当に体当たりをしたのか、本当に目撃したのか」と発言し、菅野は憤って腰の拳銃をそのまま5発、床に発砲した。隊員の笠井智一らもあの言いぐさはないと憤ったという。
1945年1月、343空副長。着任した際、｢343空も特攻へ使われるのか｣と隊員達に不安が漂ったが、343空の戦闘301飛行隊長菅野直大尉が源田実司令に働きかけて中島を早々に転任させた。3月9日第五艦隊長官宇垣纏中将に招待されフィリピン台湾での特攻に関する戦訓を話すが、宇垣は新しい感銘は受けなかった。
1945年3月31日、第五艦隊付、721空（神雷部隊）に特攻の訓練、指導のため中島が派遣された。4月6日、菊水一号作戦のため、桜花隊員や第十航空艦隊を由来とする爆戦隊員に対し、ダイブは45-60度で甲板か煙突か艦橋に突入するように説明する。しかし、中島が退出した後、中島少佐は自分で飛んでいないから知らないとして、高高度からは無理なので20-30度で舵の故障を狙って艦尾に突入し、航行不能にして潜水艦がとどめをさすと訂正された。1945年6月、彩雲で特攻を行う723空の副長就任。

### 戦後
1945年8月、終戦。終戦数日後、高松宮宣仁親王の意向を受けた東京からの使者が中島を訪れ、皇統を護持するため士官の選抜者で組織を編成し、地下に潜行待機するよう指示が来た。青木武司令と協議し約10名を選抜したが、後に同じく皇統護持作戦を進める343空の源田実大佐から副隊長格での合流を要請されたため、723空グループを解散して単独で合流した。
フィリピンにおいてともに特攻を出すことにあたった猪口力平と共著で『神風特別攻撃隊』を出版した。この内容については、特攻の責任を大西瀧治郎の推進と特攻隊員本人の志願に押し付け、また神風特攻を美化することによって、自身らの責任を隠そうとするものとの批判がある。この中に、大西瀧治郎が猪口に語ったという「特攻は統率の外道」との、多くの者に引用される有名な台詞が出てくるが、この言葉は反面で、特攻に行った者の自己犠牲の賞賛、大西の心情論的な弁護につながる面があり、本当に大西がこのようなことを言ったのか、実際のところは猪口自身以外には不明である。
1947年、公職追放仮指定。追放解除後の1954年、航空自衛隊に入隊。1957年7月16日第2航空団司令。1959年11月25日、第1航空団司令。1960年9月16日、飛行教育集団司令部。空将補で退官。横浜ゴムに入社。晩年は心臓の具合が悪く、陶器作りの静養の日々を送っていた。1996年死去。

## 著作
- 『神風特別攻撃隊の記録』（雪華社、1984年改訂版） ISBN 4-7928-0210-5　猪口力平との共著、1963年初版。グーテンベルク21のデジタル書籍版もある。